# Geothlypis formosa
El chipe cachetinegro (Geothlypis formosa), también conocido como reinita de Kentucky, es una especie de ave migratoria del Nuevo Mundo, clasificada dentro de la familia Parulidae.

## Descripción
Las aves adultas miden 12 o 13 cm de longitud. Hay un ligero dimorfismo sexual. El macho se caracteriza por una máscara negra que incluye lores, zona subocular y auricular, extendiéndose parcialmente hasta los lados del cuello; por la línea superciliar amarilla y la corona negra. La espalda, alas y cola son de color pardo oliváceo, y las partes ventrales (garganta, cuello, pecho y vientre) de color amarillo.
La hembra es similar al macho, pero se distingue porque la máscara y la corona son de color pardo oliváceo oscuro. Los individuos inmaduros son similares a los adultos.

## Distribución y hábitat
Es una especie que se reproduce en el este de los Estados Unidos al sur de los grandes lagos, con la excepción notable de la península de la Florida, donde habita bosques perennifolios y mixtos de clima templado y húmedo. En invierno migra al sur de México, las Antillas, América Central y norte de Sudamérica (Colombia y Venezuela), donde se distribuye en bosques tropicales húmedos de baja elevación.
Busca su alimento entre la hojarasca del suelo.